# Petrochelidon ariel
La golondrina ariel (Petrochelidon ariel) es una especie de ave paseriforme de la familia Hirundinidae que habita en Australasia. Es un ave migratoria que vive en Australia y migra al norte para pasar el invierno llegando hasta Nueva Guinea. También viaja hacia Nueva Zelanda, donde se reproduce. La especie anteriormente se clasificaba en el género Hirundo como Hirundo ariel, y no presenta subespecies. Es un pájaro de tierras abiertas cercanas al agua y normalmente sitúa su nido en acantilados, grietas o puentes.

## Descripción

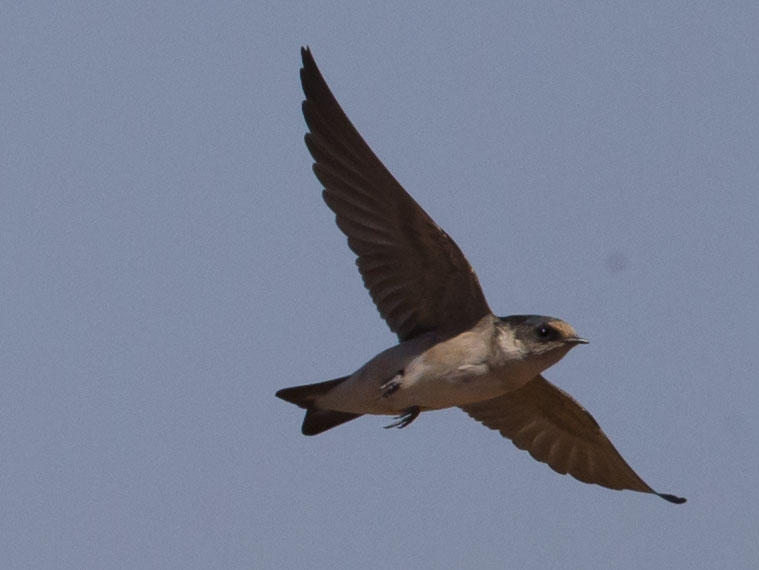
En vuelo.

La golondrina ariel es robusta y posee una cola bastante cuadrada. Tiene en promedio de longitud de 12 cm y pesa 11 gramos. El adulto tiene la espalda negra con irisaciones azules, las alas y cola pardas, la parte superior de la cabeza (píleo, frente y nuca) de color castaño rojizo, y el obispillo y las partes inferiores blanquecinos. Ambos sexos son similares, pero sus juveniles son de tonos parduzcos menos llamativos, con un plumaje más claro en la frente y bordes claros en espalda y alas. 
Se puede distinguir a esta especie de otras golondrinas australianas por su obispillo claro. La especie más similar, Petrochelidon nigricans, tiene una cola ligeramente bifurcada y una cabeza azul oscura. Su llamado es un chrrrr y su canto es un gorjeo agudo. Su vocalización es más aguda que la de P. nigricans.

## Conducta
Las golondrinas ariel se reproducen de agosto a enero en colonias de unos pocos nidos, aunque la mayor agrupación puede ser de hasta 700 nidos. Estos se construyen en orificios naturales de árboles muertos, riberas, paredes de acantilados y grietas entre las rocas, pero además se adapta a sitios artificiales como puentes, alcantarillas y tubos, además de edificios.
El nido posee una estructura con forma de botella o retorta y está hecho de casi mil bolitas de barro, además de estar recubierto con pasto seco y plumas. Tiene 15 cm de diámetro y su túnel de entrada es de 5 a 30 cm de largo. Los nidos de una misma colonia están ubicados cerca. Ambos sexos se dedican a construirlo y además, comparten la tarea de incubar y criar a los pichones. Suelen poner cuatro o cinco huevos blancos con manchas color marrón rojizo y pueden tener más de una nidada.
La golondrina ariel se alimenta en el aire de insectos voladores, normalmente en bandadas grandes. Posee un vuelo rasante y se alimenta más alto que otras especies. Además, cazan insectos casi al nivel del agua, así como se alimentan de polillas muertas o lastimadas. Es un ave muy gregaria y suele juntarse en grandes bandadas con P. nigricans.